# Collazos de Boedo
Collazos de Boedo is een gemeente in de Spaanse provincie Palencia in de regio Castilië en León met een oppervlakte van 21,00 km². Collazos de Boedo telt 112 inwoners (1 januari 2016).

## Demografische ontwikkeling
Bron: INE, 1857-2011: volkstellingen
Opm.: In 1857 werd de gemeente Oteros de Boedo aangehecht